# القمر الصناعي لمسح الكواكب العابرة غير الشمسية
القمر الصناعي لمسح الكواكب خارج المجموعة الشمسية العابرة (بالإنجليزية: Transiting Exoplanet Survey Satellite، يُختصر إلى TESS) هو التلسكوب الفضائي لبرنامج ناسا الإستكشافي، وهو مصمم للبحث عن كواكب خارج المجموعة الشمسية في منطقة تبلغ مساحتها أكثر من 400 ضعف من تلك التي تغطيها بعثة كيبلر. تم إطلاقه في 18 أبريل 2018 على متن صاروخ Falcon 9.   خلال مهمته الأولية التي استمرت عامين، من المتوقع أن يتم اكتشاف أكثر من 20,000 كوكب خارج المجموعة الشمسية،  مقارنة بحوالي 3800 كوكب خارج المجموعة الشمسية كانت معروف عند إطلاقه. تم التقاط الصورة الضوئية الأولى من القمر TESS في 7 أغسطس 2018، وتم نشرها في 17 سبتمبر 2018.
الهدف الأساسي من مهمة TESS هو مسح النجوم اللامعة بالقرب من الأرض لاكتشاف الكواكب الخارجية على مدار عامين. يستخدم القمر الصناعي TESS مجموعة من الكاميرات واسعة النطاق لإجراء مسح 85 ٪ من السماء. يمكن TESS دراسة كتلة وحجم وكثافة ومدار مجموعة كبيرة من الكواكب الصغيرة، بما في ذلك عينة من الكواكب الصخرية في النطاقات الحية للنجوم المضيفة. ستوفر TESS أهدافًا أولية لمزيد من التوصيف بواسطة تلسكوب James Webb Space Telescope، بالإضافة إلى التلسكوبات الأرضية الكبيرة والفضائية الأخرى في المستقبل. في حين أن المسوحات السابقة للسماء باستخدام التلسكوبات الأرضية قد اكتشفت بشكل رئيسي الكواكب الخارجية العملاقة، فسيكون ل TESS القدرة على إيجاد عددٍ كبيرٍ من الكواكب الصغيرة حول أقرب النجوم في السماء. يسجل TESS أقرب وألمع النجوم الرئيسية التي تستضيف الكواكب الخارجية العابرة، والتي تعد أكثر الأهداف المعنية لإجراء الأبحاث المفصلة.
يستخدم TESS مدارًا بيضاويًا جديدًا حول الأرض مع ذروة بمسافة القمرعن الأرض وحلقة تبلغ 108000 كم. يدور TESS حول الأرض مرتين خلال الوقت الذي يدور فيه القمر مرة واحدة، أي بنسبة 1:2 مع القمر. ومن المتوقع أن يظل المدار مستقراً لمدة لا تقل عن 10 سنوات.
بقيادة معهد ماساتشوستس للتكنولوجيا وبتمويل أولي من Google،  تم الإعلان في 5 أبريل 2013 عن اختيار TESS بجانب مستكشف (NICER) من قبل ناسا للإطلاق.

## التاريخ
كانت نشأة TESS في وقت مبكر من عام 2006، عندما تم تطوير تصميم ممول من أفراد وعبر جوجل ومؤسسة كافلي. في عام 2008، اقترح معهد ماساتشوستس للتكنولوجيا أن تصبح TESS مهمة خاصة بناسا بشكل كامل وقدمتها لبرنامج Small Explorer في مركز جودارد لرحلات الفضاء،  ولكن لم يتم اختيارها. أعيد تقديم المشروع في عام 2010 كمهمة برنامج Explorers، وتمت الموافقة عليه في عام 2013. اجتاز TESS مراجعة التصميم الحرجة (CDR) في عام 2015، مما أتاح بدء إنتاج القمر الصناعي. بينما كلفت بعثة Kepler 640 مليون دولار أمريكي عند الإطلاق، لم تكلف TESS سوى 200 مليون دولار أمريكي (بالإضافة إلى 87 مليون دولار أمريكي للإطلاق نفسه).

## نظرة عامة على المهمة
تم تصميم TESS بشكل خاص لإجراء عملية المسح للكواكب الخارجية وهو مجهز بأربعة مناظير عريضة الزاوية وكاشفات مرتبطة بالأجهزة المقترنة بالشحن (CCD). سيتم إرسال بيانات العلوم إلى الأرض كل أسبوعين، كما سيتم أيضًا إرسال صور كاملة الإطار مع وقت تعريض فعّال لمدة ساعتين، مما سيمكّن العلماء من البحث عن ظواهر عابرة غير متوقعة، مثل النظراء الضوئية لدفقات أشعة جاما. سوف تستخدم TESS أيضًا برنامج إضافي يسمح للعلماء من المنظمات الأخرى باستخدامه للبحث الخاص بهم، ويتوقع أن سيسمح ذلك بمراقبة 20 ألف جسم سماوي إضافي.

### الديناميكيات المدارية
من أجل الحصول على الصور دون عائق من كل من النصفين الشمالي والجنوبي للكوكب الأرضي، سيسير القمر الصناعي رنين مداري قمري بنسبة 1:2 يُدعى P/2 وهو مدار لم يُستخدم من قبل.
المدار المستخدم إهليلجي للغاية ويبعد في نقطة الأوج 232,000 ميل (373,000 كـم) وبزاوية عن القمر قدرها 90 درجة لتقليل تأثيره (أي تأثير القمر الطبيعي) المزعزع للاستقرارعلى القمر الصناعي TESS. يجب أن يظل هذا المدار ثابتاً لعقود ويسمح اختيار هذا المدار بجعل كاميرات القمر الصناعي في وضع حراري ثابت ومناسب. يتم إرسال البيانات من نقطة القبا على جانب المدار الإهليجي الأقرب للأرض والباعد 108,000 كـم (67,000 ميل)، حيث تُرسل البيانات كل 13.7 أيام في مدة إرسال تصل ل 3 ساعات تقريباً.

### الأهداف البحثية

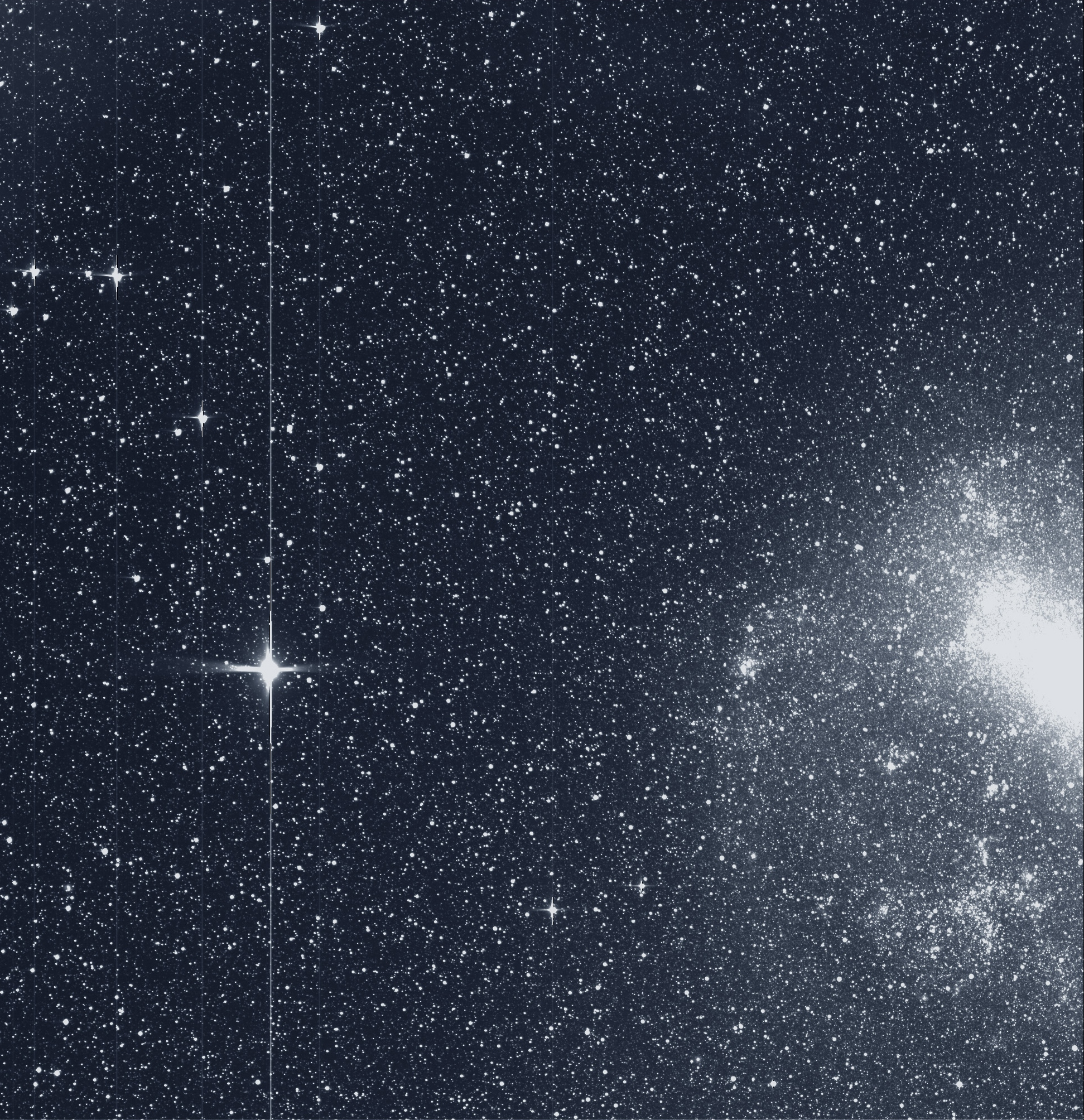
TESS - الضوء الفلكي الأول
(7 أغسطس، 2018)

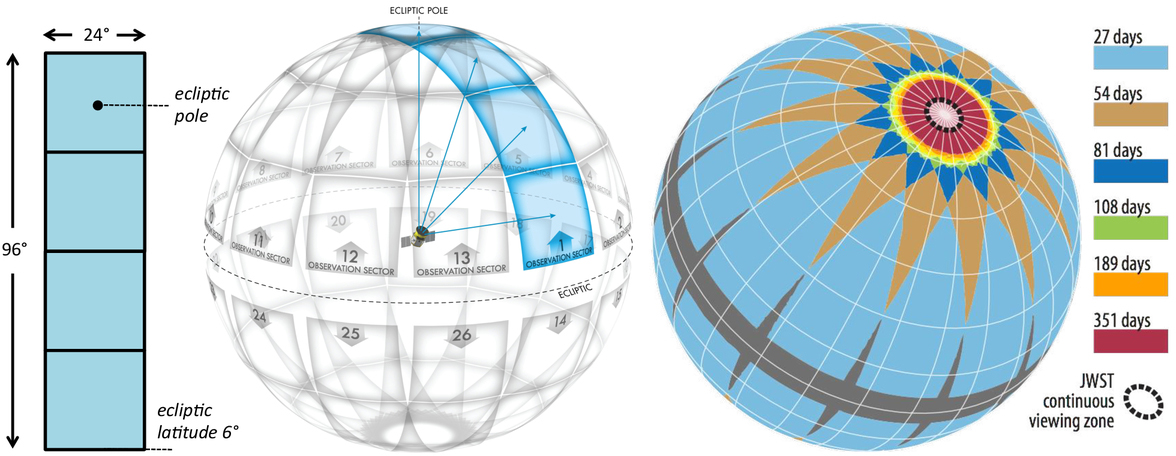
مناطق الاستكشافات ال 26 المرسومة للقمر الصناعي TESS.

سوف يركز TESS على مسح للسماء على القريبة في النُّسُق G - K -، و M. ستتم دراسة ما يقرب من 500000 نجم، بما في ذلك 1000 من الأقزام الحمراء عبر السماء بأكملها،  في مساحة أكبر بـ 400 مرة من تلك التي تغطيها مهمة كبلر. من المتوقع أن تكتشف TESS أكثر من 20.000 كواكب خارجية حول النجوم، بما في ذلك 500 إلى 1000 كواكب بحجم الأرض والأرض الهائلة. من بين هذه الاكتشافات، يمكن أن يكون ما يقدر بـ 20 من الكواكب المكتشفة متواجدة في النطاق الصالح للحياة حول النجوم (habitable zone). ومن المتوقع أن تكون معظم الكواكب الخارجية على بعد 30 إلى 300 سنة ضوئية من الأرض.

## النتائج
بدأت TESS العمليات الاستكشافية في 25 يوليو 2018. أول اكتشاف تم التوصل إليه من البعثة كان مراقبة المذنب C / 2018 N1. وكان أول إعلان للكشف عن الكواكب الخارجية في 18 سبتمبر من نفس العام، حيث أعلن عن اكتشاف أرض هائلة (Super earth) في نظام Pi Mensae الذي يدور حول النجم كل 6 أيام.

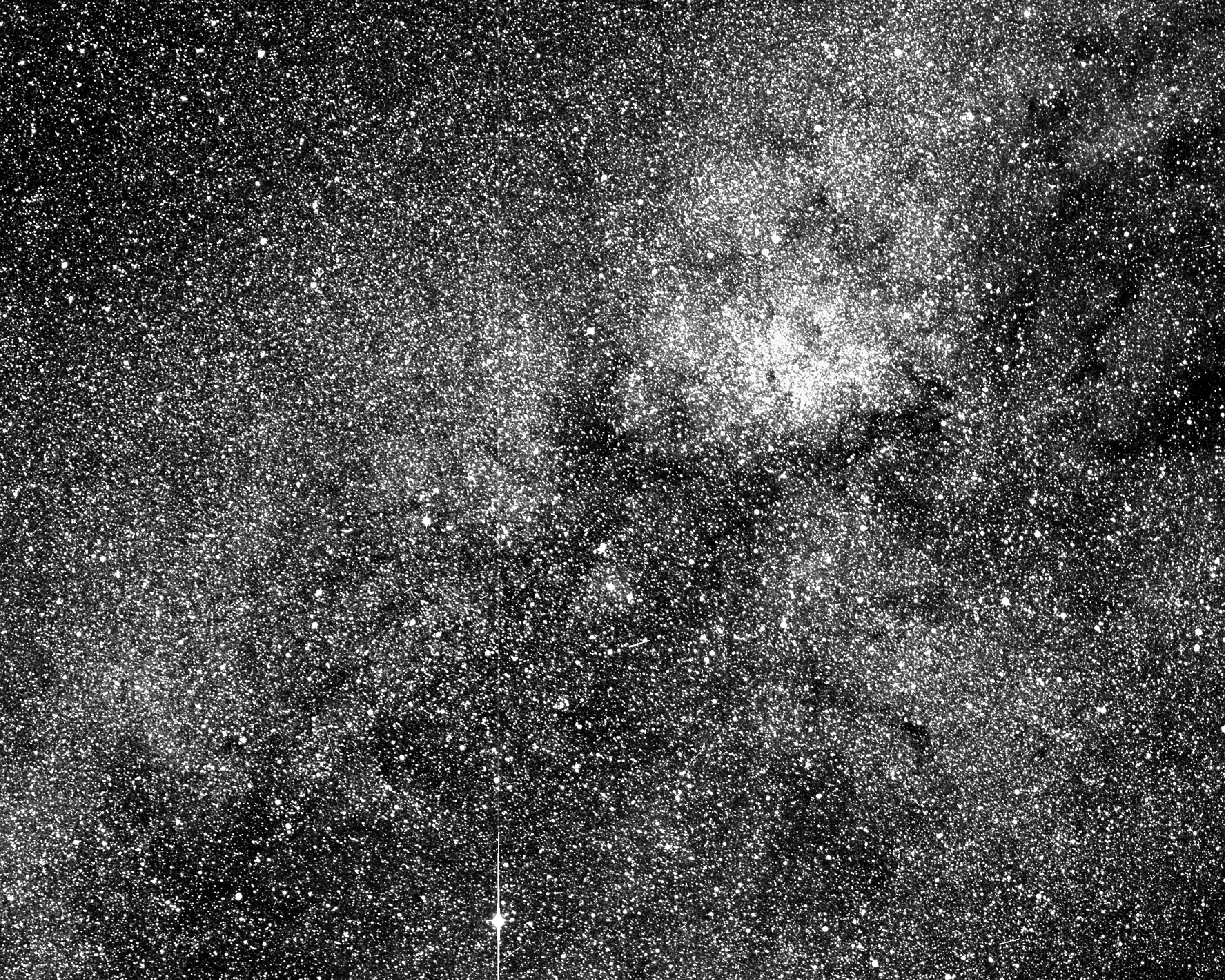
صورة ملتقطة قبل انطلاق القمر TESS. التجمع النجمي متركز في منطقة Centauru. في الجزء الأيمن العلوي من الصورة يمكن التعرف على البقعة الكونية المعروفة بكيس الفحم وفي أسفل اليسار من الصورة يمكن مشاهدة النجم الوزن.

## روابط خارجية
- حساب تويتر TESS من ناسا
- موقع تيس من قبل ناسا غودارد
- موقع TESS الإلكتروني بمعهد ماساتشوستس للتكنولوجيا
- موقع TESS من قبل مؤسسة Kavli
- TESS إطلاق المقربة، فوق صاروخ فالكون 9. APOD، 2018 21 أبريل
- المحاكاة التفاعلية ثلاثية الأبعاد لمدار TESS 2: 1 القمري المداري